# Parafia Przemienienia Pańskiego w Babiaku
Parafia Przemienienia Pańskiego w Babiaku - rzymskokatolicka parafia położona w północno-centralnej i zachodniej części gminy Babiak. Administracyjnie należy do diecezji włocławskiej (dekanat izbicki). Zamieszkuje ją 2447 wiernych.
Odpust parafialny odbywa się 6 sierpnia. 

## Duszpasterze
- proboszcz: ks. Paweł Okoński (od 2015)

## Kościoły
- kościół parafialny: Kościół Przemienienia Pańskiego w Babiaku

## Galeria

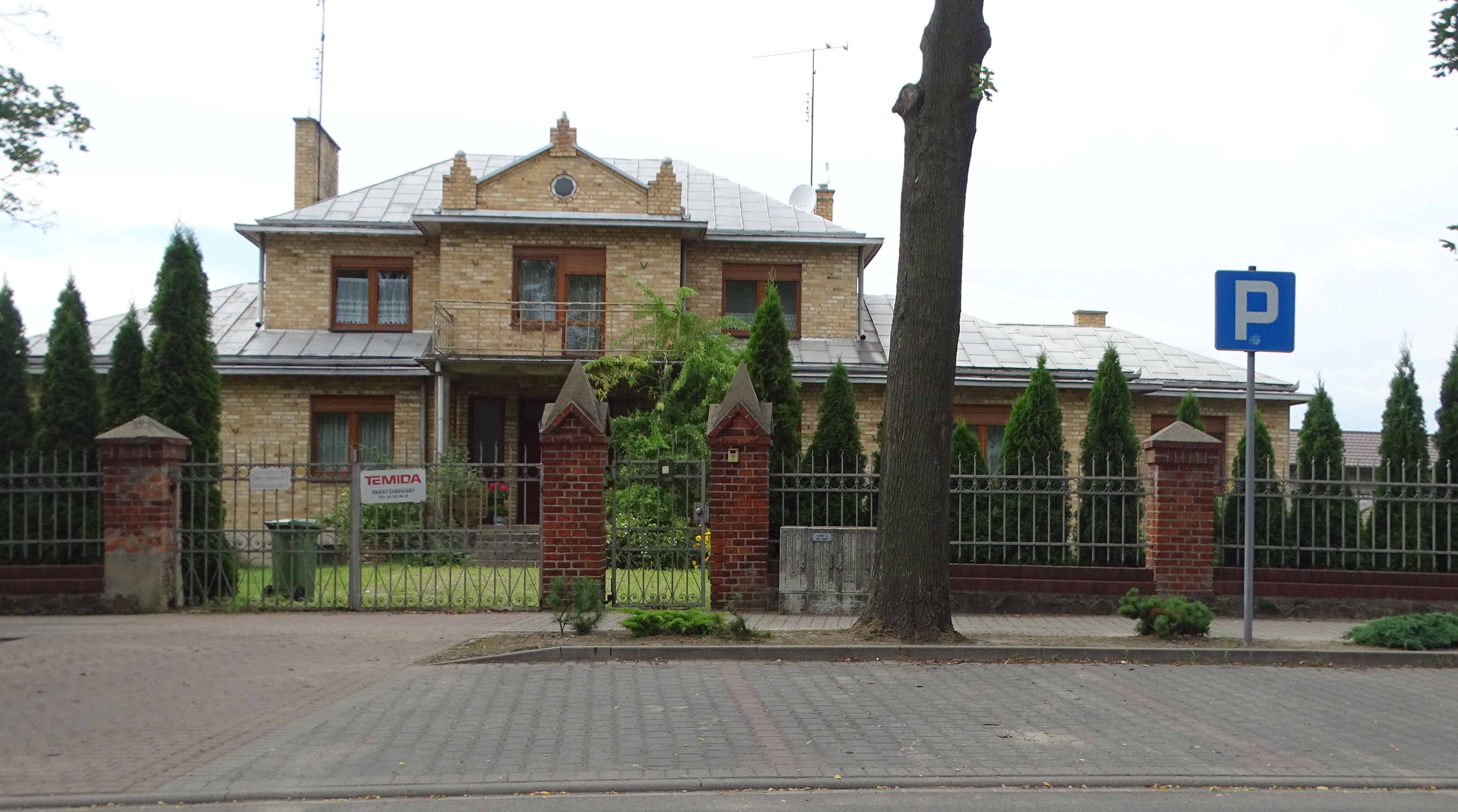
Plebania
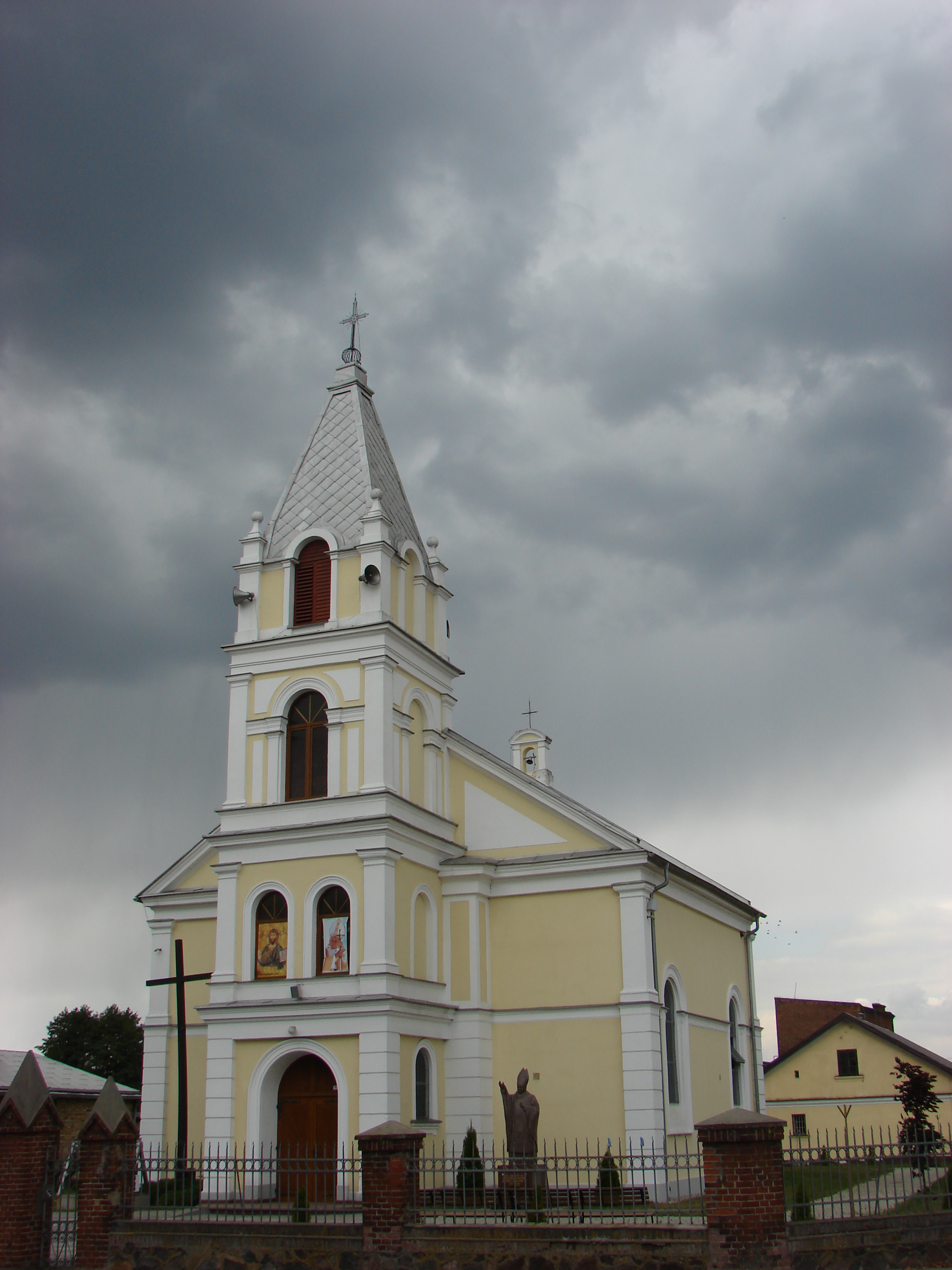
Kościół parafialny